# Bidyanus bidyanus
Bidyanus bidyanus är en fiskart som först beskrevs av Mitchell, 1838.  Bidyanus bidyanus ingår i släktet Bidyanus och familjen Terapontidae. IUCN kategoriserar arten globalt som sårbar. Inga underarter finns listade.

## Bildgalleri

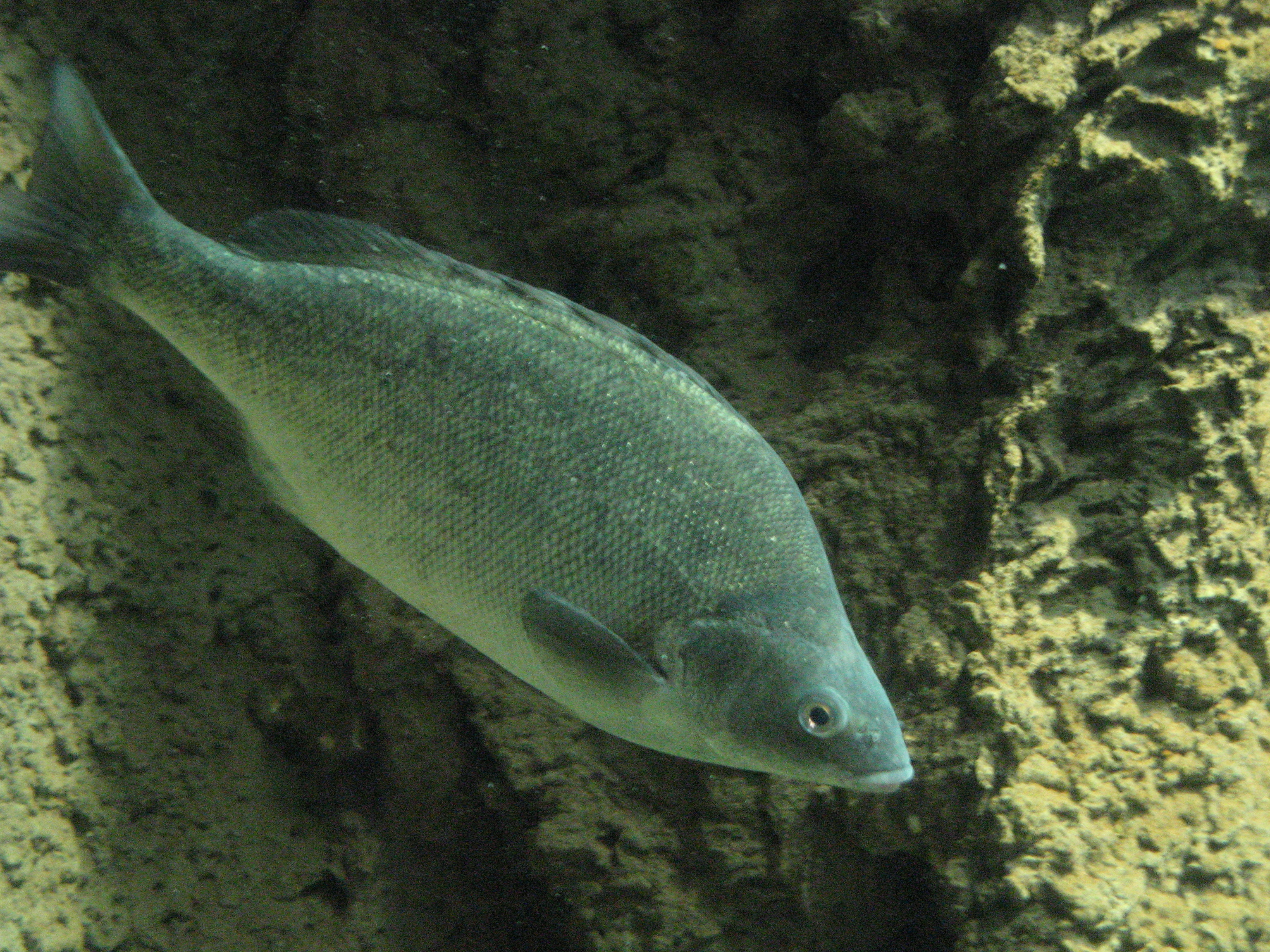
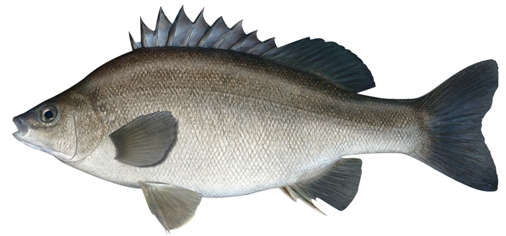